# 井戸川百花
井戸川 百花（いどがわ ももか、2000年〈平成12年〉3月12日 - ）は、日本のファッションモデル、女優。東京都出身。ボン イマージュ所属。中央大学高等学校、中央大学経済学部卒業。

## 略歴
中央大学在学中、2020年度ミス日本『みどりの女神』を受賞。大学卒業後、モデルの活動をスタート。

## 人物
歌や弾き語りの特技や、茶道の心得など多種多芸。

## 出演

### 雑誌
- Tarzan

## 受賞
- ミス日本 みどりの女神（2020年度）[3]